# Estação Machinostroitelei (metro de Ecaterimburgo)
Machinostroitelei (em russo:  Машиностроителей) é uma das estaçôes da linha Uralhskaia (Linha Verde) do Metro de Ecaterimburgo, na Rússia. Estação «Machinostroitelei» está localizada entre as estaçôes «Uralmach» e «Uralhskaia».

## Ligaçôes externas
- «Metro de Ecaterimburgo, site oficial.» (em russo)